# Tenkes
Tenkes este o arie protejată (arie specială de conservare — SAC, sit de importanță comunitară — SCI) din Ungaria întinsă pe o suprafață de 1.558,75 ha, integral pe uscat.

## Localizare
Centrul sitului Tenkes este situat la coordonatele 45°53′42″N 18°16′16″E / 45.895°N 18.271111°E.

## Înființare
Situl Tenkes a fost declarat sit de importanță comunitară în mai 2004 pentru a proteja 2 specii de plante și 9 specii de animale. Situl a fost protejat și ca arie specială de conservare în februarie 2010.

## Biodiversitate
Situată în ecoregiunea panonică, aria protejată conține 9 habitate naturale: Păduri panonice-balcanice de stejar turcesc - stejar sesil, Păduri pe pante, grohotișuri și ravene de Tilio-Acerion, Păduri ilirice de stejar și carpen (Erythronio-Carpinion), Pajiști uscate seminaturale și facies de acoperire cu tufișuri pe substraturi calcaroase (Festuco-Brometalia) (* situri importante pentru orhidee), Păduri panonice cu Quercus pubescens, Pajiști panonice carstice (Stipo-Festucetalia pallentis), Păduri ilirice de Fagus sylvatica (Aremonio-Fagion), Pajiști stepice subpanonice, Păduri de fag din Europa Centrală dezvoltate pe sol calcaros cu Cephalanthero-Fagion.
La baza desemnării sitului se află mai multe specii protejate:
- plante (2): Himantoglossum caprinum, sisinei (Pulsatilla grandis)
- nevertebrate (9): Bolbelasmus unicornis, croitorul mare al stejarului (Cerambyx cerdo), Cucujus cinnaberinus, fluturele de noapte (Eriogaster catax), Isophya costata, rădașcă (Lucanus cervus), fluturele purpuriu (Lycaena dispar), croitorul cenușiu al stejarului (Morimus funereus), Rosalia alpina

Pe lângă speciile protejate, pe teritoriul sitului au mai fost identificate 2 specii de nevertebrate, 2 specii de reptile.